# Corydalis raddeana
Corydalis raddeana là một loài thực vật có hoa trong họ Anh túc. Loài này được Regel mô tả khoa học đầu tiên năm 1861.

## Hình ảnh

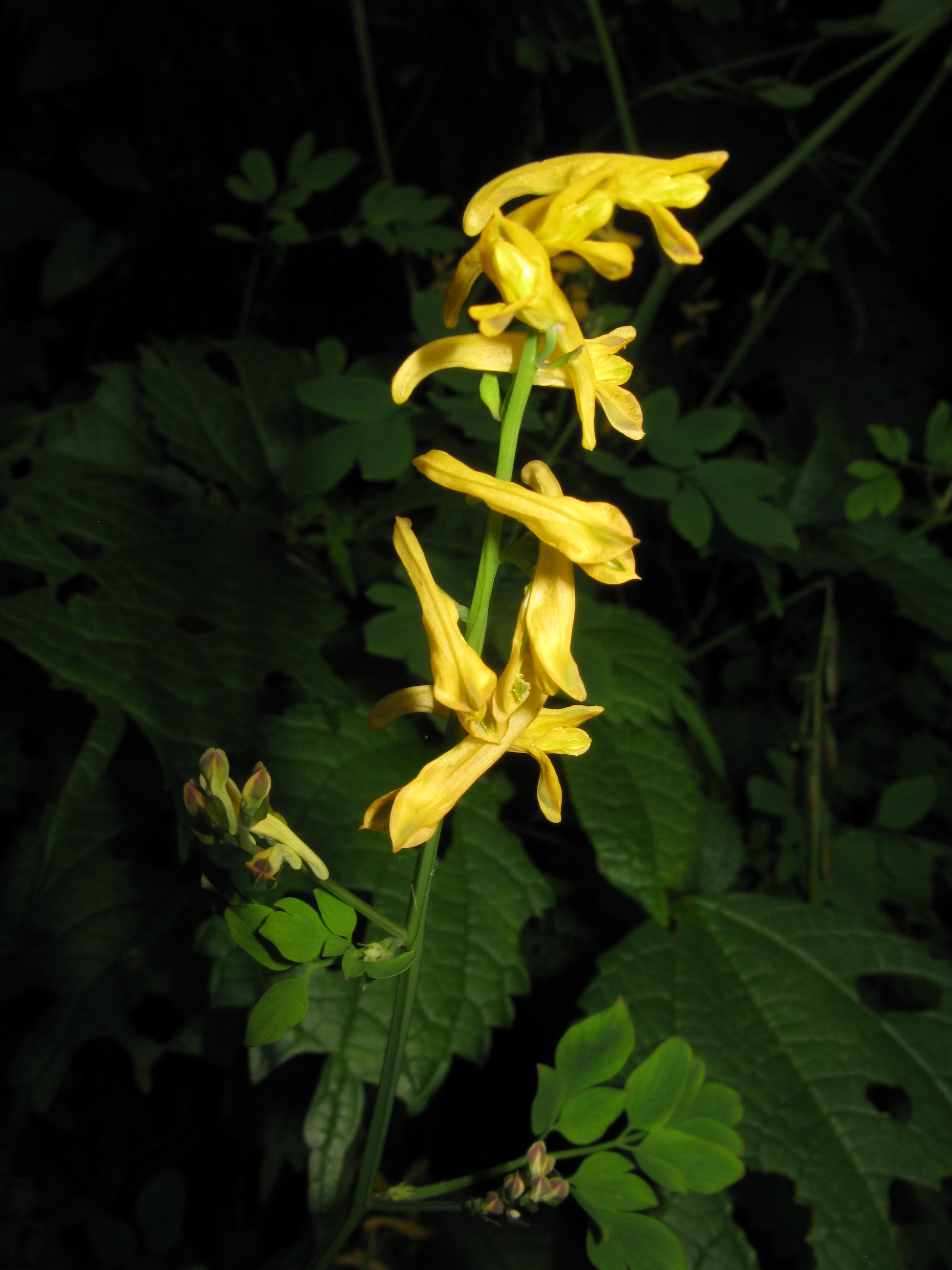
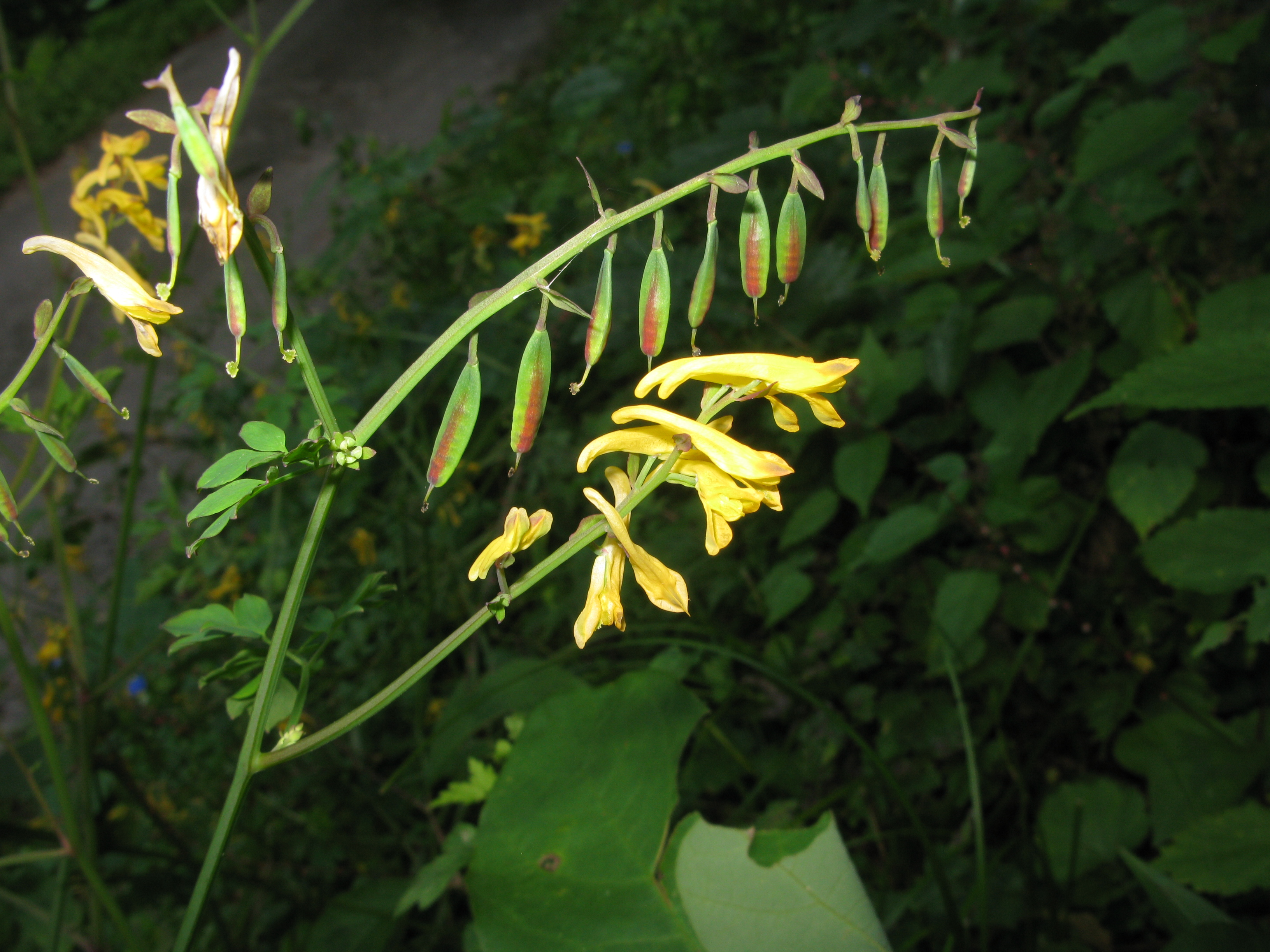
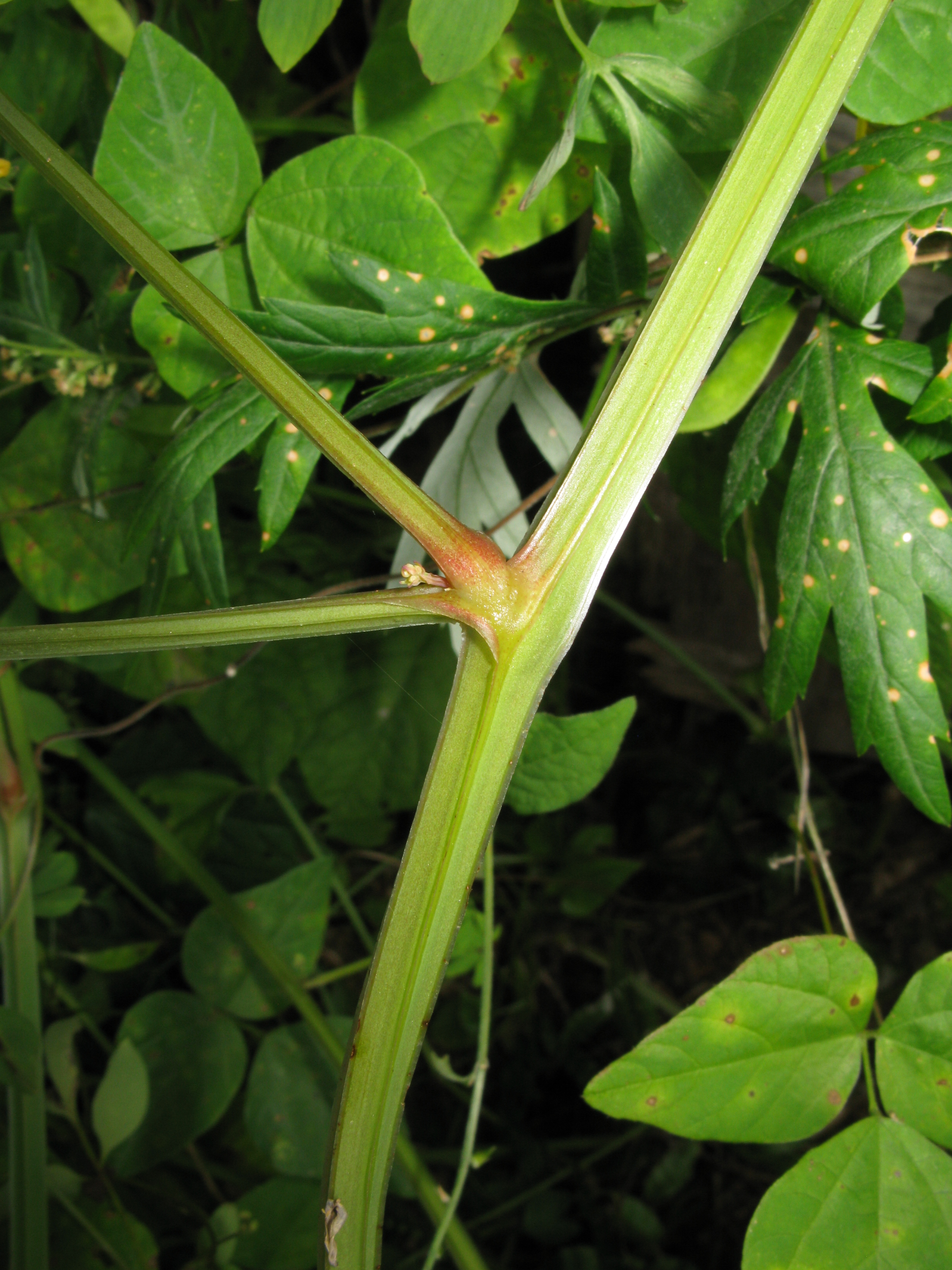
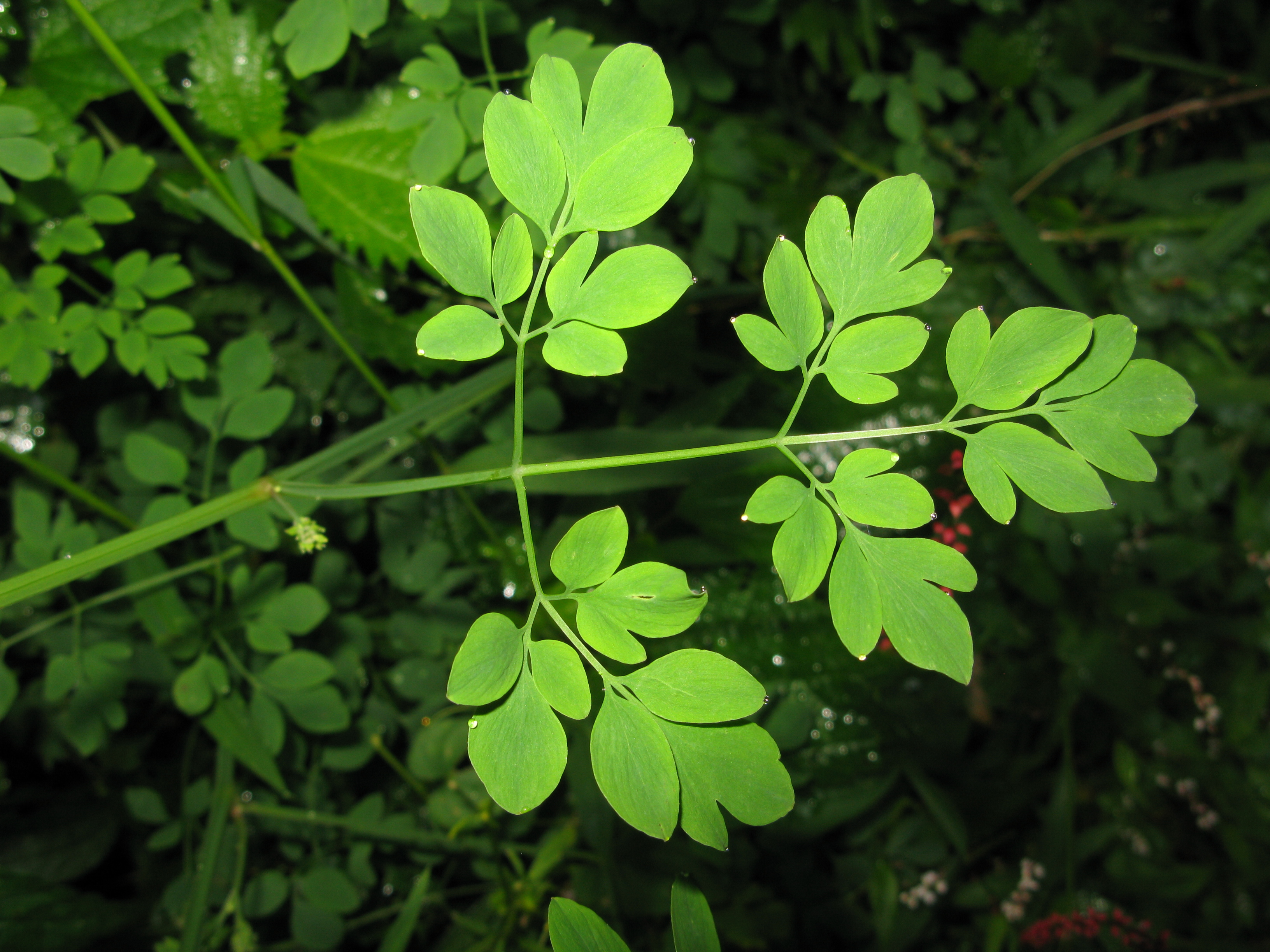